# Barbara Höller
Barbara Höller (* 8. Jänner 1959 in Wien) ist eine österreichische Malerin.

## Leben
Barbara Höller besuchte von 1969 bis 1978 das GRG 6 Rahlgasse in Wien. Von 1977 bis 1984 studierte sie an der Universität für angewandte Kunst Wien Kunstpädagogik bei Herbert Tasquil und Sepp Moosmann. Von 1977 bis 1980 studierte sie Mathematik an der Universität Wien.
Höller ist verheiratet und hat einen Sohn. Sie lebt und arbeitet in Wien, Krems an der Donau und Bazsi (Ungarn).

## Werk

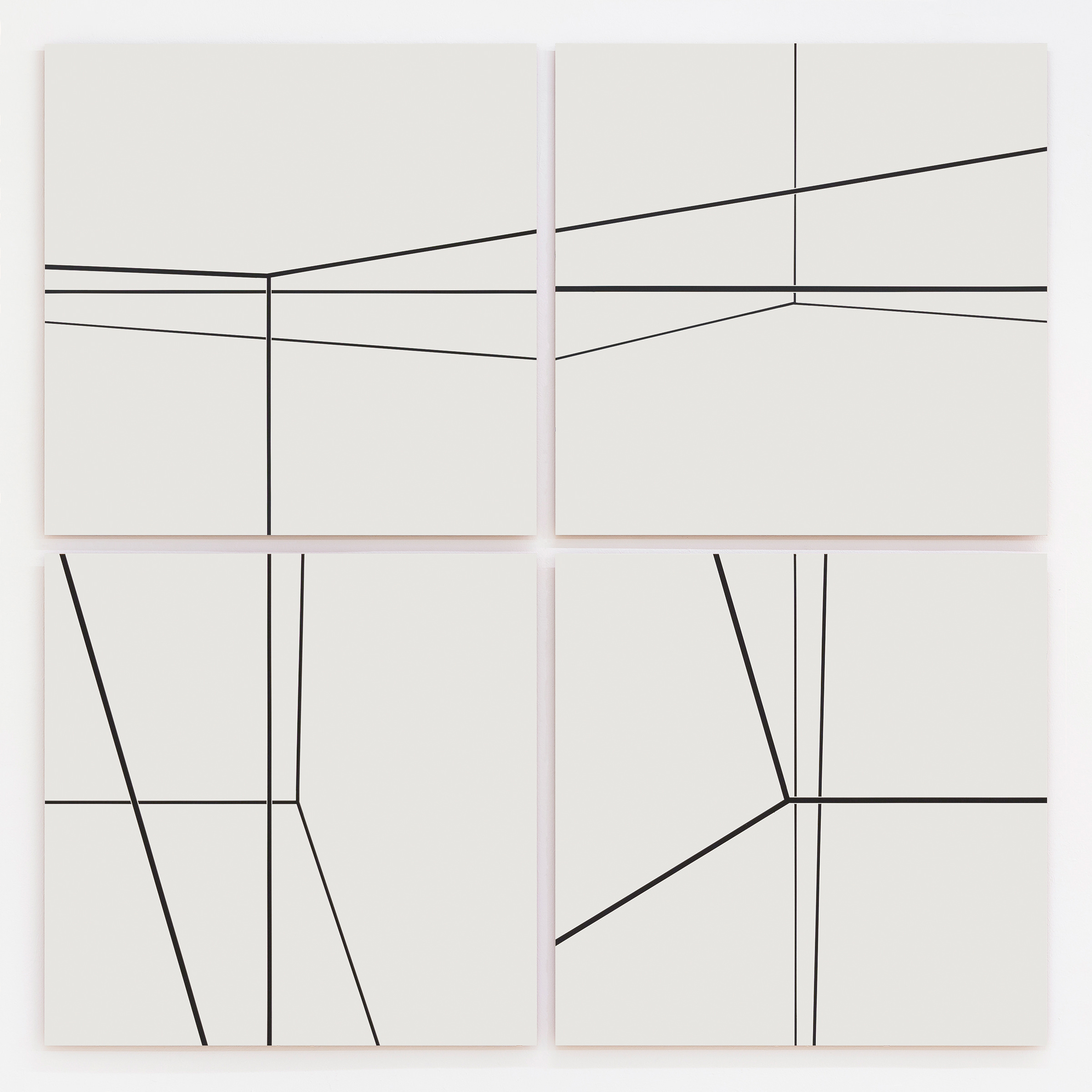
Concurrent Access A, 2015

Barbara Höller arbeitet in geometrisch abstrakter Formensprache an der Schnittstelle von Objekthaftigkeit und Zweidimensionalität. Unter Einbeziehung von Gegensätzen wie System-Zufall, Positiv-Negativ oder Fläche-Grenze entstehen meist serielle Abfolgen, die einer konzeptionellen künstlerischen Fragestellung folgen und diese hinterfragen. Inhaltlich wesentlich sind dabei stets räumliche Komponenten und die mitgedachte Anwesenheit eines Betrachters oder einer Betrachterin. Mathematisch oder physikalische Grundsätze dienen einem kombinatorischen Spiel, so dass nicht wenige Arbeiten in ihrem Erscheinungsbild verändert werden können. Ihr Werk schließt auch Skulpturen, Zeichnungen und Installationen ein.

## Preise
- 1987: Anerkennungspreis des Landes Niederösterreich
- 1994: 1. Preis Trend Art Spektrum 94, Wien
- 1994: Anerkennungspreis des Landes Niederösterreich
- 1999: 1. Preis Bauholding Kunstwettbewerb
- 1999: Ankaufspreis 26. Grafikwettbewerb Innsbruck

## Mitgliedschaften
Barbara Höller ist in mehreren Kunstvereinen aktives Mitglied, u. a. in der IG Bildende Kunst, im Künstlerhaus Wien und im artP.kunstverein Perchtoldsdorf.

## Organisation
- 1990: Mitbegründung der Künstlerinnengruppe „Vakuum“[1]
- 2008: Cokuratorin Ausstellung "zeitraumzeit" im Künstlerhaus Wien
- 2012: Cokuratorin Ausstellung "Zeit(lose) Zeichen" im Künstlerhaus Wien
- 2016: Wiedereröffnung des Ausstellungsraumes "sehsaal" in Wien

## Vermittlung
Einige Jahre hielt sie Lehrtätigkeit im Fach Kunsterziehung im Bundesgymnasium Laaerberg in Wien. 2002 erhielt sie einen Lehrauftrag für digitale Bildgestaltung an der Akademie der bildenden Künste Wien und von 2003 bis 2005 unterrichtete sie Mediendesign an der Universität für angewandte Kunst Wien. Zwischen 2014 und 2018 leitete sie die Werkstatt für Malerei und Prozess an der Wiener Kunstschule.
Ab 2015 moderierte sie das von ihr entwickelte Vermittlungskonzept „jiffychat“ im Künstlerhaus Wien.